# Rocca di Baiedo
La Rocca di Baiedo è un massiccio di calcare che determina, con la contrapposta Corna del Biscia, un restringimento della Valsassina situato nei pressi dell'omonima frazione del comune di Pasturo. 
Per la sua peculiare posizione ha fin dall'antichità rivestito un ruolo strategico di controllo dei transiti nella valle. In epoca medievale era sede di un castello fortificato. A partire dal XX secolo è divenuta una rinomata meta per gli appassionati di arrampicata che si cimentano sulle numerose vie che si trovano sulla parete di oltre 100 m che separa la sommità dal fondo valle.

## Il castello
Sebbene è presumibile che fosse già stata fortificata in epoca romana, la prima testimonianza storica risale al 975 in una pergamena in cui è riportato castrum qui dicitur Baliade.
Attorno all'anno Mille costituiva una proprietà della contessa lecchese Ferlenda.
A partire dal XII secolo il castello finisce tra i possedimenti della famiglia Della Torre che lo manterranno fino al 1335, quando Azzone Visconti pose la rocca e tutta la valle sotto il controllo del proprio casato.
Nel 1447 i veneziani invasero la Valsassina e posero l'assedio a Lecco. Quando l'assedio venne rotto dall'arrivo delle truppe da Milano, gli abitanti della valle insorsero e i veneziani si asserragliarono nel castello della Rocca di Baiedo mantenendo il controllo dei traffici nella valle. Ne furono scacciati solo nel 1452 da Francesco Sforza dopo un assedio di un anno.
Un ampliamento del castello, già proposto da Leonardo da Vinci nel Codice Atlantico, venne realizzato alla fine del XV secolo da Simone Arrigoni.
Distrutto nel 1513 durante una rivolta popolare contro le truppe francesi che occupavano la fortezza, oggigiorno si presenta come un ammasso di rovine.

## Le vie di arrampicata
Sulla parete sono tracciate numerose vie di arrampicata: Tuono, Solitudine, Folletto, Necropolis, Navajo, Baiedo e Sperone. A seguito di una frana avvenuta nel 1999, tutta la parete fu interdetta all'arrampicata fino all'avvenuto rifacimento delle vie nel 2004. Per la via normale, detta della Popa, è attualmente in vigore un divieto di transito.